# دارن أونيل
دارن أونيل (بالإنجليزية: Darren O'Neill)‏ (مواليد 13 سبتمبر 1985) هو ملاكم آيرلندي، مثّل بلاده في الألعاب الأولمبية الصيفية 2012.

## روابط خارجية
دارن أونيل على موقع بوكس ريك (الإنجليزية) (registration required)
- دارن أونيل على موقع اللجنة الأولمبية الدولية (الإنجليزية)
- دارن أونيل على موقع أوليمبيديا (الإنجليزية)